# Фредді Лойкс
Фреді Лойкс (Freddy Loix) — автогонщик.
Кар'єра Фреді в автоспорті почалася з картингу у віці 15 років. У 1990 році він придбав свій перший ралійний автомобіль - Lancia Delta group N, хоча незабаром він перейшов на Mitsubishi Galant group N.
1993 рік став великим кроком вперед у кар'єрі Фреді, коли він став частиною команди Marlboro World Championship Team за кермом Opel Astra і став чемпіоном Бельгії в класі F2.
Прозваний фанатами Швидкий Фредді (Fast Freddy), він пересів на повний привід у 1996 році на Toyota Celica GT-Four і взяв участь у 3 етапах Чемпіонату світу з ралі (WRC), а в 1997 році - ще в 6. У цей період він продовжив спонсорство з Marlboro і перейшов на нову Toyota Corolla WRC. У 1997 році він лідирував на Ралі Санремо, але механічні проблеми поклали край його прагненню до перемоги.
У 1999 році Лойкс і його напарник, Свен Сметс, перейшли на Mitsubishi і виступали на Mitsubishi Lancer Evolution VI (який був позначений як Carisma GT). Перший рік його роботи в Mitsubishi виявився важким: Лойкс постраждав у жахливій аварії під час Сафарі-Ралі. Незважаючи на невдачу, Лойкс продовжував боротися і здобув 4 четвертих місця (в Іспанії, Греції, Санремо та Австралії).
У 2001 році, після кількох успішних сезонів, Mitsubishi Lancer, будучи автомобілем групи А, виявився застарілим і нездатним конкурувати на одному рівні з новими автомобілями WRC, які використовували інші команди.
На початку 2002 року Лойкс підписав дворічний контракт з Hyundai. Це був складний сезон на Hyundai Accent WRC, і його найкращим результатом стало 6-е місце на Ралі Австралії. Через скорочення фінансування у 2003 році команда не змогла розвивати автомобіль далі, і Hyundai вийшла з WRC після Ралі Австралії 2003 року.
Виступ за Peugeot в останньому ралі календаря 2003 року, RAC Rally у Великобританії, не лише замінив на той час хворого чемпіона світу з ралі 2001 року Річарда Бернса, але й дозволив йому посісти 6-е місце в загальному заліку того ралі. У сезоні 2004 року Лойкс завершив лише 5 етапів WRC, знову за заводську команду Peugeot на Peugeot 307 WRC, перш ніж піти з WRC наприкінці сезону після Ралі Каталонії 2004 року. З 2007 року Лойкс виступає в FIA Intercontinental Rally Challenge (IRC) у складі Peugeot Sport Belgium за кермом Peugeot 207 S2000. Наразі Лойкс є найуспішнішим гонщиком в IRC, здобувши загалом сім перемог, в тому числі хет-трик у 2010 році.
Лойкс також брав участь у Ралі Дакар. На Ралі Дакар 2006 року за команду Bowler Motors і в 2007 році за кермом баггі.

Після автоспорту він інвестував і керував автосалоном Aston Martin в Брюселі.
| Спортсмен | Це незавершена стаття про спортсмена. Ви можете допомогти проєкту, виправивши або дописавши її. |

1. ↑  IRC Intercontinental Rally Challenge. ircseries.com. Архів оригіналу за 29 вересня 2010. Процитовано 26 травня 2025.
2. ↑  IRC Intercontinental Rally Challenge. www.rally-irc.com. Архів оригіналу за 15 липня 2011. Процитовано 26 травня 2025.